# Karl Theisinger
Karl Theisinger (* 22. Mai 1901 in Nürnberg; † 19. Dezember 1949 in Frankfurt am Main) war ein deutscher Ökonom und ordentlicher Professor für Betriebswirtschaftslehre an der Johann Wolfgang Goethe-Universität und Direktor für Kreditwesen.

## Leben
Nach mehrjähriger praktischer Tätigkeit in verschiedenen fränkischen Bankhäusern studierte Theisinger in seiner Vaterstadt Nürnberg und nach der kaufmännischen Diplomprüfung in Frankfurt. Theisinger erhielt 1923 sein Diplom an der Handelshochschule Nürnberg. 1925 promovierte er in Frankfurt am Main mit einer Dissertation über das Effektenwesen.
In der Zeit des Nationalsozialismus trat Theisinger 1937 der SA und der NSDAP bei (Mitgliedsnummer 4.581.925). Nach einiger praktischer Tätigkeit im Bankwesen habilitierte er 1933 für Betriebswirtschaftslehre. 1935 wurde er von Otto Christian Fischer, dem Leiter der Reichsgruppe Banken, mit dem Neuaufbau des gesamten bankberuflichen Ausbildungswesens im Deutschen Reich beauftragt. Als „Ausbildungsleiter der Reichsgruppe Banken“ ordnete Karl Theisinger die gesamte bankberufliche Ausbildung während und nach der Lehrzeit vollkommen neu und einheitlich – oft in scharfem und gefährlichen Gegensatz zur DAF. Das bankberufliche Ausbildungswesen stand bald als Vorbild, auch vom Ausland anerkannt, an der Spitze der deutschen Berufsausbildung.
Trotz dieser aufreibenden Tätigkeit hat Theisinger die Verbindung mit der Hochschule nie abgebrochen; denn dort lag sein ursprünglicher und eigentlicher Arbeitsbereich. Er blieb Universitätslehrer in Frankfurt, war kurze Zeit kommissarisch mit einer Professur in Nürnberg als Verwalter eines Extraordinariates an der Hochschule für Wirtschafts- und Sozialwissenschaften betraut und dozierte schließlich von 1937 ab an der Universität in Berlin, wo er ein Jahr später zum außerordentlichen Professor ernannt wurde. 
Im Sommer 1940 folgte er einem Ruf nach Frankfurt, das seine zweite Heimat geworden war, als Ordinarius der Betriebswirtschaftslehre (25. Juli 1940). Noch im gleichen Jahr gründete er an der Johann-Wolfgang-Goethe-Universität das „Institut für das Kreditwesen“, das er durch die tätige Unterstützung der Reichsgruppe Banken zum größten bankwirtschaftlichen Lehr- und Forschungsinstitut innerhalb der Reichsgrenzen ausbauen konnte.
Nach dem Zusammenbruch des nationalsozialistischen Deutschen Reiches konnte Karl Theisinger nach harten Jahren der Not im Wintersemester 1948/49 endlich seine Lehrtätigkeit an der Universität Frankfurt wieder aufnehmen. Sein Institut mit großer Bibliothek und wertvollem Archiv war jedoch völlig zerstört. Mit neuem Elan legte er zu Beginn des Jahres 1949 den Grundstein zu einem neuen „Institut für das Kreditwesen“, das er im Laufe weniger Monate trotz sehr beschränkter Mittel wieder lebensfähig machen konnte. Er gewann die Mitarbeit der führenden Kreise des deutschen Kreditwesens.
Er hatte 1948 herausragenden Anteil an der Gründung der „Zeitschrift für das gesamte Kreditwesen“ und war Mitherausgeber. Um dem großen, durch die politischen Umwälzungen verursachten Mangel an bankwirtschaftlicher Literatur gründlich abzuhelfen, entwarf er einen Plan zu einem dreibändigen Sammelwerk Die Bank, das Lehrbuch und Nachschlagewerk zugleich sein sollte. Die erste Lieferung dieses Werkes erschien an seinem Todestag, zudem noch mit einer umfassenden Abhandlung über den Bankkredit, der letzten wissenschaftlichen Arbeit Theisingers.
Er verstarb am 19. Dezember 1949 an seinem Schreibtisch in seinem nach dem Krieg neu begründeten „Institut für das Kreditwesen“. Er hinterließ seine Frau sowie seine vier Kinder.

## Werke
- Effekten als Kapitalbeschaffungsmittel der Unternehmung, Stuttgart 1928
- Formularsammlung und Vertragstechnik, Berlin/Wien 1933
- Die Führung des Betriebes, Berlin 1942
- Die Bank, Bd. 1, Geld- und Bankorganisation, Frankfurt 1949
- Die Bank, Bd. 2, Die Bankgeschäfte, Frankfurt
- Die Bank, Bd. 3, Betriebsorganisation und Rechnungswesen, Frankfurt